# Fricatisation
En phonétique, la fricatisation est le processus au terme duquel le mode d'articulation d'un phone se rapproche de celui d'une consonne fricative.

## Exemples
On observe en romanistique un grand nombre de cas de fricatisations lors du passage du latin aux langues romanes moderne. Un cas typique est celui de c devant e ou i :
- Latin : procedere (/ke/), occlusif
- Français : >procéder (/se/), fricatif
- Portugais : > proceder (/sɨ/ ou /se/), fricatif
- Espagnol : >proceder (/θe/ ou /se/), fricatif
- Catalan et occitan : >procedir (/sə/ ou /se/), fricatif
- Italien : >procedere (/t͡ʃe/), affriqué
- Roumain : >proceda (/t͡ʃe/), affriqué

Dans chaque cas, l'occlusive /k/ s'est fricatisée, en une fricative ou en une affriquée, une consonne dont le mode d'articulation est d'abord occlusif, puis fricatif.